# Vaasa
Vaasa (/ˈʋɑːsɑ/, en suédois : Vasa /ˈvɑːsɑ/) (nom officiel de 1855 à 1917  Nikolainkaupunki) est une ville de l'ouest de la Finlande, située à 420 km de la capitale Helsinki, sur la côte du golfe de Botnie, dans la province de Finlande occidentale. C'est la capitale de la région d'Ostrobotnie. Vaasa compte près de 67 000 habitants. La ville est officiellement bilingue et compte la plus forte proportion de suédophones parmi les quinze villes finlandaises de plus de 50 000 habitants.

## Histoire
Fondée au XIVe siècle par des marins suédois autour du château de Korsholm (en finnois : Mustasaari), la ville se développe à partir du XVIIe siècle, grâce au fleurissement du commerce. Le 3 août 1852, alors que la ville compte 3 200 habitants et est devenue un centre administratif significatif, la vieille ville en bois est presque totalement détruite par l'incendie de Vaasa (seuls 24 bâtiments sur 379 ont survécu au feu).
En 1862, la ville est reconstruite environ sept kilomètres au nord-ouest de l’emplacement initial, en tenant compte du recul de la mer lié à l'isostasie. La nouvelle ville est baptisée Nikolainkaupunki (ou Nikolaïstadt) en l’honneur du tsar russe Nicolas Ier, la Finlande étant une province russe.
En 1917, la ville est rebaptisée Vaasa, après le renversement de Nicolas II.
Durant la guerre civile finlandaise qui suivit la Révolution russe, Vaasa fut la capitale de l’État de Finlande du 29 janvier au 3 mai 1918.
La commune de Vähäkyrö a fusionné avec la ville de Vaasa au 1er janvier 2013.

## Géographie
Située dans une région très plane, la ville est entourée par des communes rurales à majorité suédophones, Korsholm et Malax. L'archipel de Vaasa compte de nombreuses îles pour 211 km2 de mer.
Elle est l'une des localisations les plus septentrionales pour la culture de la vigne.

## Démographie
Depuis 1980, l'évolution démographique de Vaasa est la suivante, :
| Année      | 1980   | 1985   | 1990   | 1995   | 2000   | 2005   |
| ---------- | ------ | ------ | ------ | ------ | ------ | ------ |
| population | 58 335 | 59 270 | 58 394 | 60 399 | 61 470 | 61 889 |
| Année      | 2010   | 2015   | 2020   |        |        |        |
| population | 64 345 | 67 016 | 67 012 |        |        |        |

## Administration
Le conseil municipal est formé de 67 élus. Le président du conseil est Joakim Strand.

### Composition du conseil municipal
| Voix                                               | Sièges | Sièges | Sièges | Sièges    | Sièges | Sièges | Sièges | Sièges | Sièges | Sièges | Sièges | Taux de participation |
| Voix                                               | SDP    | SFP    | Kok.   | SKDL Vas. | LKP    | Kesk.  | SKL KD | Vihr.  | SMP PS | ProV   | autres | Taux de participation |
| 1976                                               | 14     | 12     | 11     | 10        | 2      | 1      | 1      |        | –      |        | –      | 74,1 %                |
| 1980                                               | 13     | 12     | 11     | 10        | 2      | 1      | 2      |        | –      |        | –      | 73,5 %                |
| 1984                                               | 13     | 13     | 11     | 5         |        | 2      | 2      | 1      | 1      |        | 3      | 71,3 %                |
| 1988                                               | 15     | 13     | 11     | 5         | 1      | 1      | 2      | 1      | –      |        | 2      | 68,9 %                |
| 1992                                               | 17     | 12     | 9      | 6         | 1      | 1      | 2      | 3      | –      |        | –      | 70,0 %                |
| 1996                                               | 14     | 14     | 11     | 4         | 1      | 1      | 2      | 4      |        |        | –      | 60,8 %                |
| 2000                                               | 13     | 13     | 11     | 4         |        | 2      | 3      | 4      | –      | 1      | –      | 55,4 %                |
| 2004                                               | 11     | 13     | 11     | 5         |        | 2      | 2      | 3      |        | 4      | –      | 58,4 %                |
| 2008                                               | 11     | 13     | 11     | 5         |        | 2      | 2      | 3      | 1      | 3      | –      | 62,2 %                |
| 2012                                               | 14     | 15     | 15     | 4         |        | 4      | 3      | 3      | 9      |        | –      | 58,4 %                |
| 2017                                               | 13     | 18     | 10     | 4         |        | 2      | 2      | 4      | 6      |        | –      | 60,6 %                |
| 2021                                               | 11     | 16     | 10     | 2         |        | 2      | 2      | 3      | 9      |        |        | 55,8 %                |
| Sources : Tilastokeskus,, Ministère de la justice, |        |        |        |           |        |        |        |        |        |        |        |                       |

## Économie

### Zones industrielles et parcs d'activités
Fondé dans les années 1940, le parc Strömberg est l'un des parcs industriels et technologiques les plus importants de Finlande.
Le nom de la zone industrielle vient de la société Strömberg, qui a été rachetée par ABB.
Le parc Strömberg est le plus grand parc d'affaires de Vaasa avec un total d'environ 250 000 m2 d'espace de production et de bureaux. Il y a plus de 3 000 employés dans la zone, dont environ les deux tiers sont employés par ABB.
Situé à côté de l'aéroport de Vaasa et des routes nationales 3, 8, 18, le parc de l'aéroport de Vaasa est un parc industriel avec près de 150 000 m2 d'espace de travail.
Le parc de l'aéroport de Vaasa emploie plus de 4 000 employés personnes dont 3 800 employés travaillent à Runsor dans 80 entreprises.
Parmi les entreprises opérant dans le parc : Wärtsilä Finland Oy, Danfoss (Vacon), VEO, The Switch, Fujitsu, VAMP, Wapice, Vestas, Merinova et de nombreuses entreprises sous-traitantes du pôle énergétique.
Wärtsilä a une importante zone industrielle à Vöyrinkaupunki, presque au centre-ville. Le siège de Wärtsilä est domicilié à Vaasa et 80 à 90 % de son personnel travaille à Vaasa. Vaasa abrite la plus grande unité de développement de produits de Wärtsilä et la production de moteurs est centralisée à Vaasa.

### Principales entreprises
En 2020, les principales entreprises privées de Vaasa par chiffre d'affaires sont:
| Société              | C.A.   |
| -------------------- | ------ |
| Wärtsilä Finland Oy  | 2 G€   |
| Vestas Finland Oy    | 222 M€ |
| Vacon Oy             | 218 M€ |
| Hartman (fi)         | 164 M€ |
| Finnfeeds Finland Oy | 126 M€ |
| Wärtsilä Projects Oy | 100 M€ |
| EPV Energia Oy       | 93 M€  |
| VEO Oy               | 93 M€  |
| OK Perintä Oy        | 90 M€  |
| Vaasan Sähkö Oy      | 80 M€  |

### Employeurs
En 2019, ses plus importants employeurs:
| Employeur                            | Employés |
| ------------------------------------ | -------- |
| Ville de Vaasa                       | 5 283    |
| Wärtsilä                             | 3 018    |
| District hospitalier de Vaasa, CHU   | 2 121    |
| ABB                                  | 1 797    |
| Danfoss                              | 660      |
| Osuuskauppa KPO                      | 446      |
| Université de Vaasa                  | 458      |
| K-ryhmä                              | 400      |
| VEO Oy                               | 321      |
| SÖFUK                                | 304      |
| Åbo Akademi, Vaasa                   | 300      |
| ELY-keskus, TE-toimisto, KEHA-keskus | 260      |

## Lieux et monuments
| - Château de Korsholm - Église de Mustasaari - Église Saint-Nicolas - Casernes des tireurs d'élite - Halle du marché de Vaasa - Place du marché de Vaasa - Maison de Wasaborg - Cour d'appel de Vaasa - Centre Rewell - Église de la Sainte-Trinité | - Château d'eau de Vaasa - Hôtel de ville - Archipel de Vaasa - Hôpital central de Vaasa - Lycée de Vaasa - Ancien hôpital de Vaasa - Port de Vaasa - Prison de Vaasa - Chapelle catholique - Aaltopuisto | - Ancien cimetière - Gare de Vaasa - Musée d'art moderne Kunst - Maison du Gouverneur - Musée d'art de Tikanoja - Musée de l'Ostrobotnie - Öjberget - Aaltopuisto - Parc d'Hietalahti - Parc Setterberg |

| Carte de lieux et monuments de Vaasa                                              |
| Carte interactive de lieux et monuments de Vaasa (cliquer pour voir les détails). |

## Transports

### Rues de Vaasa

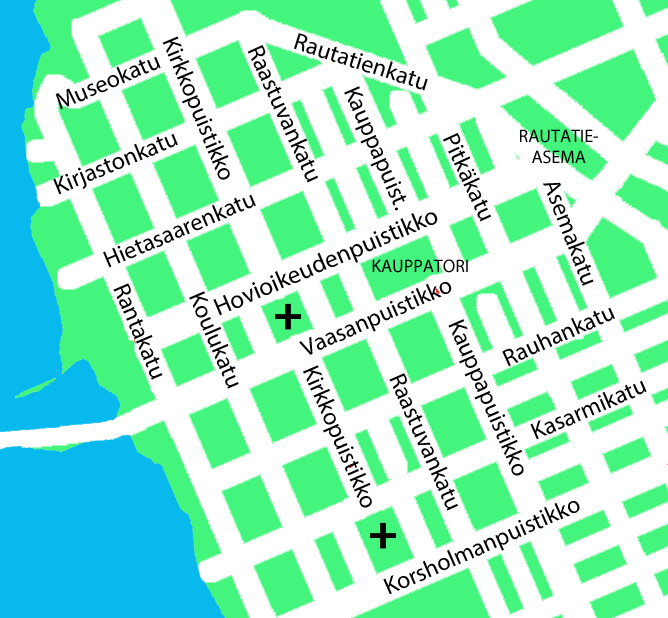
Rues du centre de Vaasa.

Le centre-ville est organisé selon un plan hippodamien conçu par Carl Axel Setterberg en 1855.
Cinq rues sont des esplanades d'une largeur de 35,6 mètres :  Hovioikeudenpuistikko, Vaasanpuistikko, Korsholmanpuistikko, Kirkkopuistikko et Kauppapuistikko.
L'ensemble des cinq rues forment un site culturel construit d'intérêt national en Finlande.
Les autres rues du centre ont des largeurs de 11,9 m à 17,8 m.
À Vaskiluoto, la largeur des rues est de 16 à 14 m et à Palosaari de 15 m.

### Routes
Vaasa est traversée par les routes nationales 3, 8 et 18 ainsi que par les routes régionales 673, 704, 715, 717, 718 et  724.
Les distances de Vaasa sont: Helsinki (419 km), Tampere (244 km), Oulu (319 km), Turku (330 km), Pori (193 km), Kokkola(121 km) et Seinäjoki (78 km).
Le port de Vaasa et la ville sont traversés par la Route bleue.

### Transport aérien
La ville est notamment desservie par l'aéroport de Vaasa, le cinquième du pays par le trafic.
L'aéroport est desservi par Finnair, Blue1, airBaltic, Flybe et SAS.

### Transport ferroviaire
La voie ferrée de Vaasa, électrifiée depuis 2011, relie Vaasa à Seinäjoki et ainsi à la voie ferroviaire principale de Finlande.
De Vaasa, on peut aller en Pendolino et en InterCity à Helsinki sans changement.
La gare de Vaasa est à proximité du centre-ville.

### Transport maritime
Le détroit Kvarken est au plus étroit à hauteur de Vaasa. Umeå est à 80 kilomètres ce qui en fait la plus courte liaison maritime traversant le Golfe de Botnie.
Du fait de la proximité avec Umeå, le port de Vaasa est utilisé pour la ligne de ferry Umeå-Vaasa, qui fait partie de la route européenne 12.
Vaasa et Umeå ont une entreprise portuaire commune Merenkurkun Satamat Oy (Kvarken Hamnar Ab), depuis le 1er janvier 2015,.

## Éducation

### Universités
Vaasa a sept universités.
- La plus grande est l'université de Vaasa, située dans le quartier de Palosaari,
- L'Åbo Akademi, dont le siège est à Turku,
- Hanken dont le siège est à Helsinki,
- L'école de formation des enseignants Vasa övningsskola (fi) qui fait partie de l'Åbo Akademi,
- L'université d'Helsinki a une petite faculté de droit située au centre-ville,
- L'université des sciences appliquées de Vaasa est située juste à côté de l'université de Vaasa,
- L'université des sciences appliquées Novia est aussi située dans la péninsule de Palosaari.

La ville compte environ 13 000 étudiants.

### Écoles professionnelles
- Vamia (fi)
- Yrkesakademin i Österbotten

### Lycées
- Lycée de Vaasa
- École Rudolf Steiner de Vaasa
- Vasa Gymnasium
- Vasa Övningsskolas gymnasium
- Centre d'éducation des adultes JAKK (fi)

## Jumelages
La ville de Vaasa est jumelée avec :
| Ville | Ville                 | Pays | Pays      | Période                     |
| ----- | --------------------- | ---- | --------- | --------------------------- |
|       | Commune de Pärnu (en) |      | Estonie   | depuis 1956                 |
|       | Elseneur              |      | Danemark  | depuis 1949                 |
|       | Harstad               |      | Norvège   | depuis 1949                 |
|       | Kiel,                 |      | Allemagne | depuis le 10 septembre 1967 |
|       | Malmö                 |      | Suède     | depuis 1940                 |
|       | Morogoro              |      | Tanzanie  | depuis 1988                 |
|       | Olonets               |      | Russie    |                             |
|       | Schwerin              |      | Allemagne | depuis 1965                 |
|       | Umeå                  |      | Suède     | depuis 1949                 |
|       | Zhenjiang             |      | Chine     | depuis 2017                 |
|       | Šumperk               |      | Tchéquie  | depuis 1984                 |

## Personnalités liées à la ville
| - Asta Backman, actrice - Arto Blomsten, hockeyeur - Fanny Churberg, artiste - Eugen Ekman (1937-), gymnaste, champion olympique - Kai Hahto, batteur - Mikaela Ingberg, lanceur de javelot - Heli Koivula-Kruger – Athlète - Miika Koivisto, hockeyeur - Björn Kurtén, paléontologue - Joachim Kurtén, politicien - Toivo Kuula, compositeur - Jani Liimatainen, guitariste - Regina Lund, actrice - Agnes Sjöberg | - Camilla Nylund, chanteuse d'opéra - Valdemar Nyman, auteur - Oskar Osala, hockeyeur - Viljo Revell, architecte - Yrjö Sakari Yrjö-Koskinen, politicien - Leif Segerstam, chef d'orchestre - Carl Axel Setterberg, Architecte - Yrjö Sakari Yrjö-Koskinen, politicien - Jani Toivola, député - Petri Virolainen, hockeyeur - Stefan Wallin, politicien - Mathilda Wrede |

## Galerie

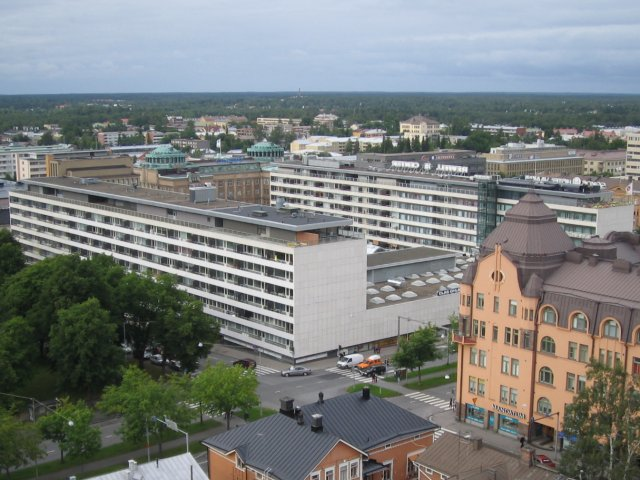
Le centre Rewell.
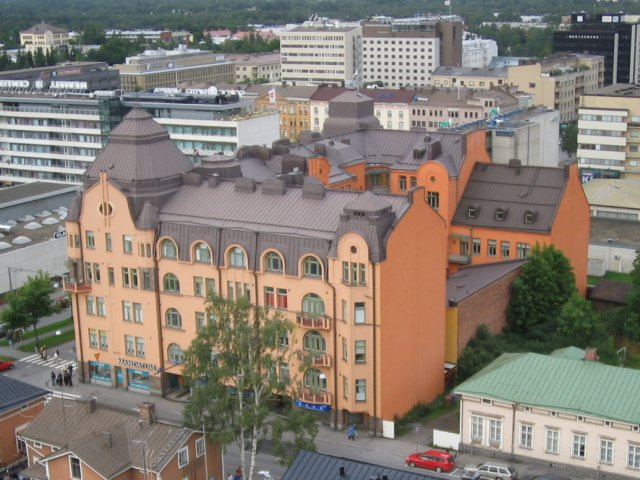
Maison de Wasaborg.
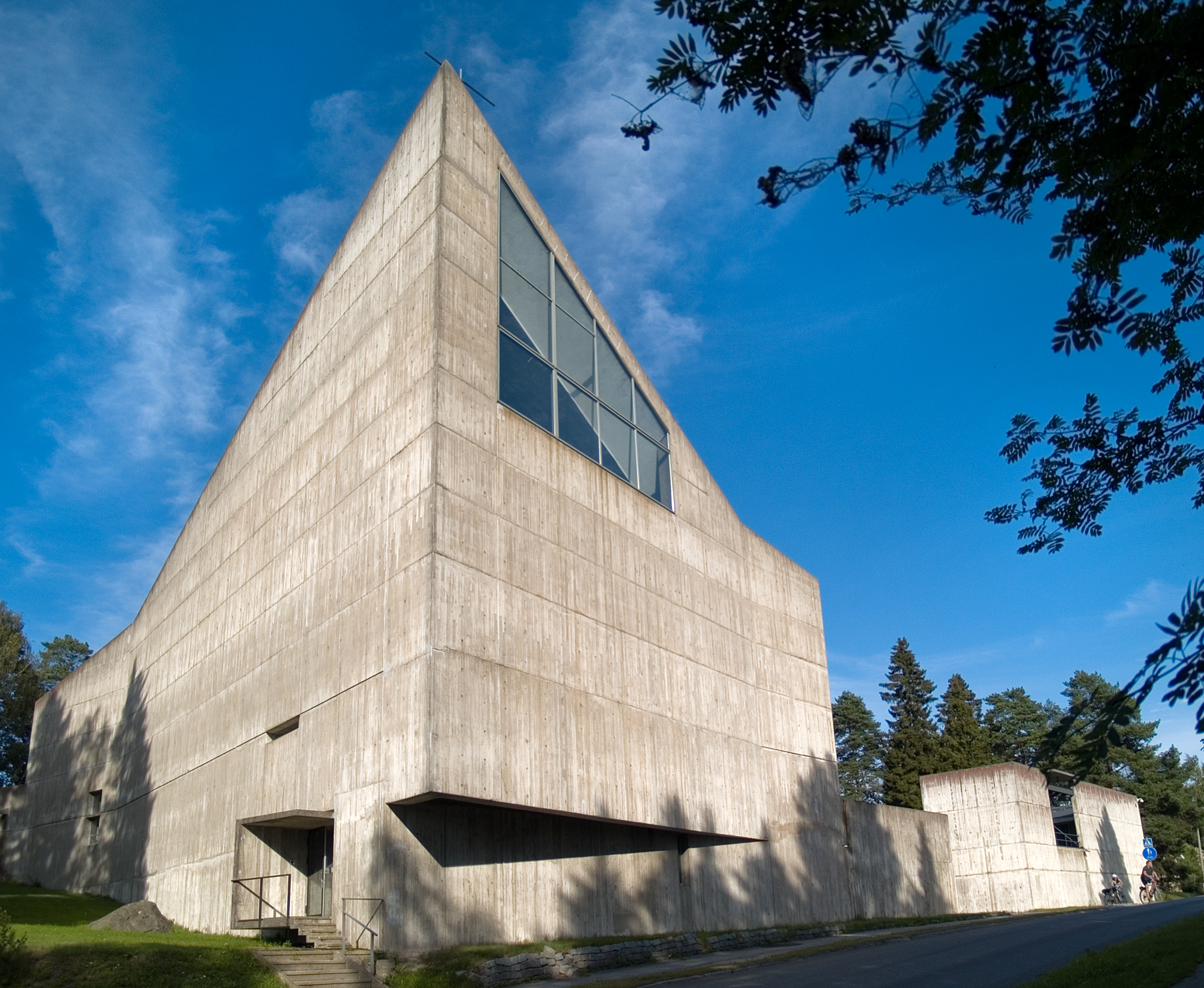
L'église d'Huutoniemi.
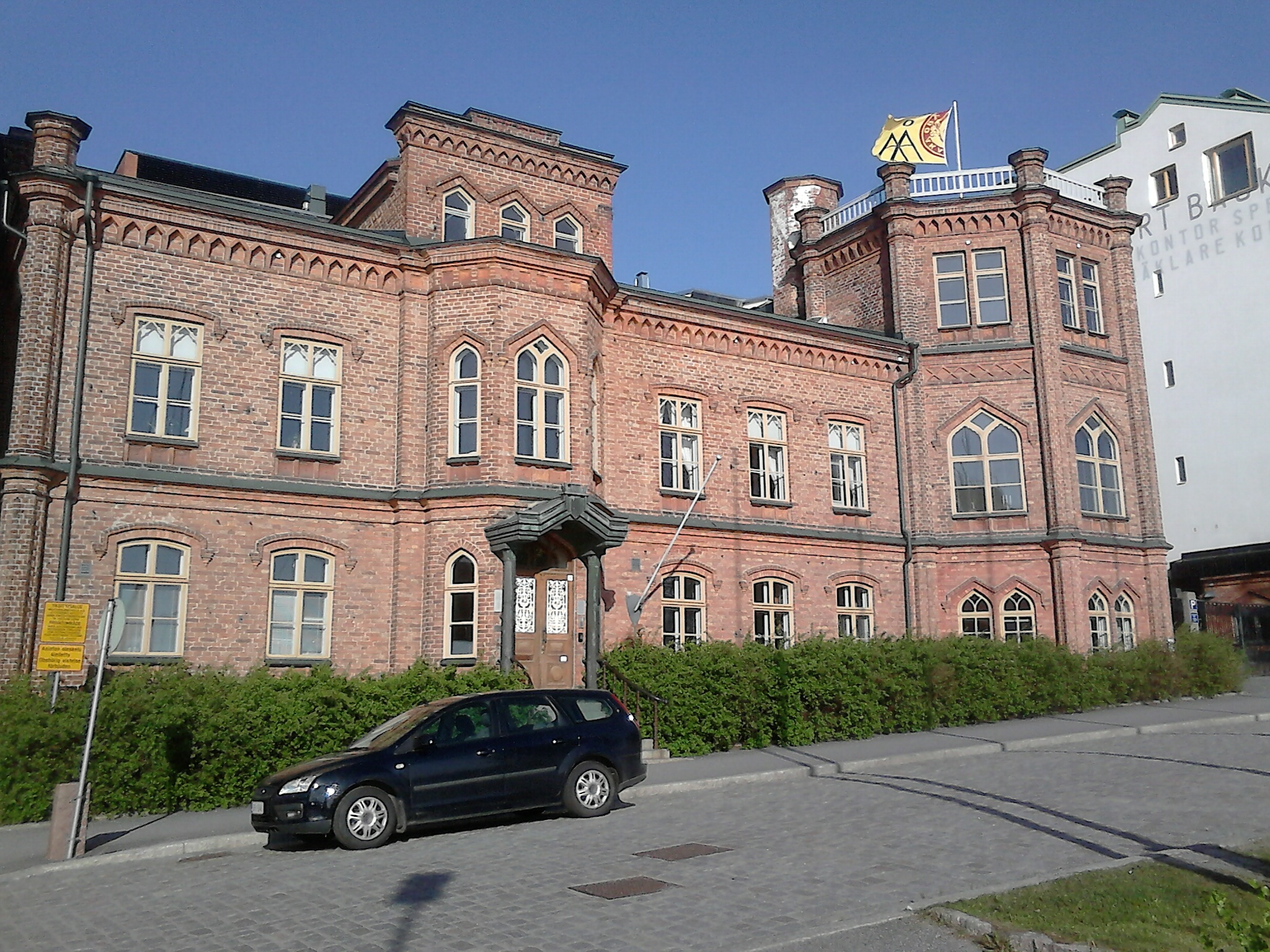
L'Åbo Akademi à Vaasa.
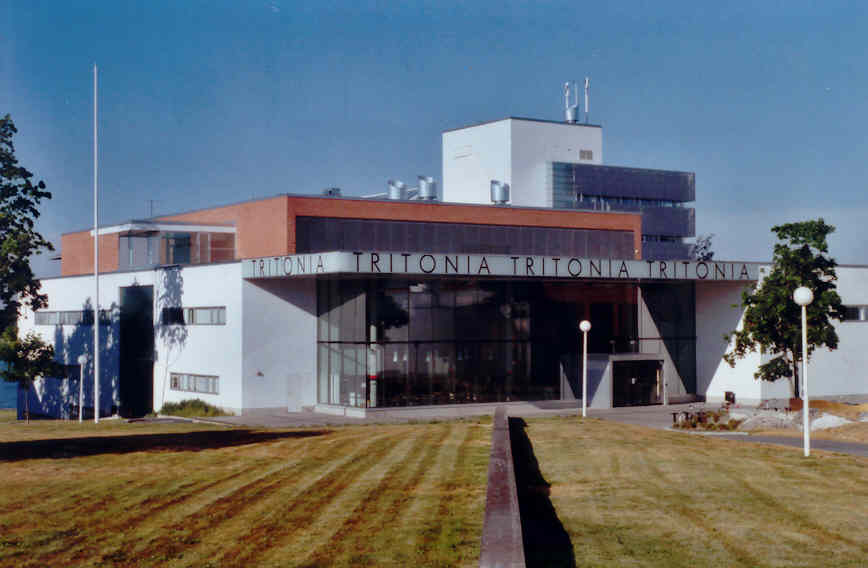
La bibliothèque scientifique de Vaasa.
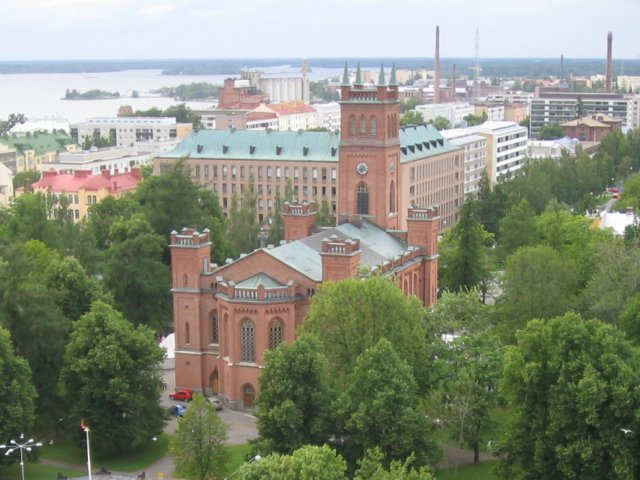
L'église de la Sainte-Trinité.
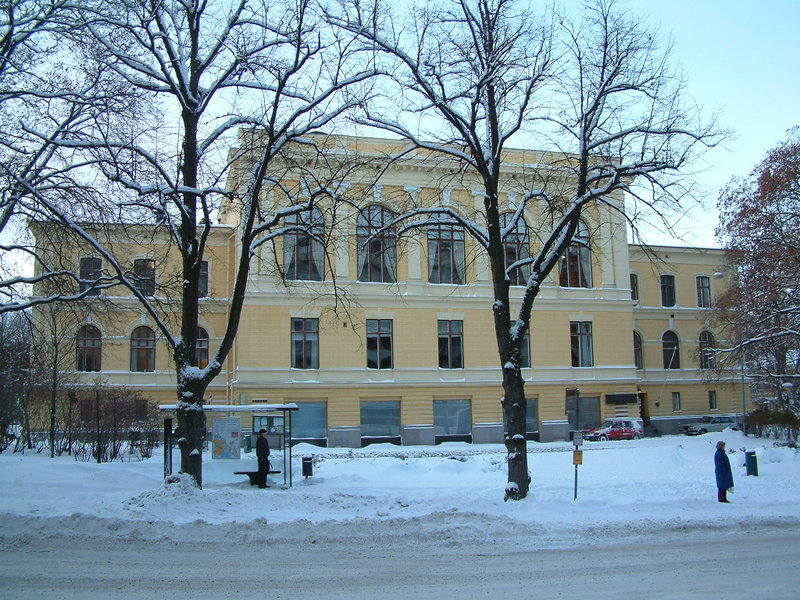
L'hôtel de ville de Vaasa.
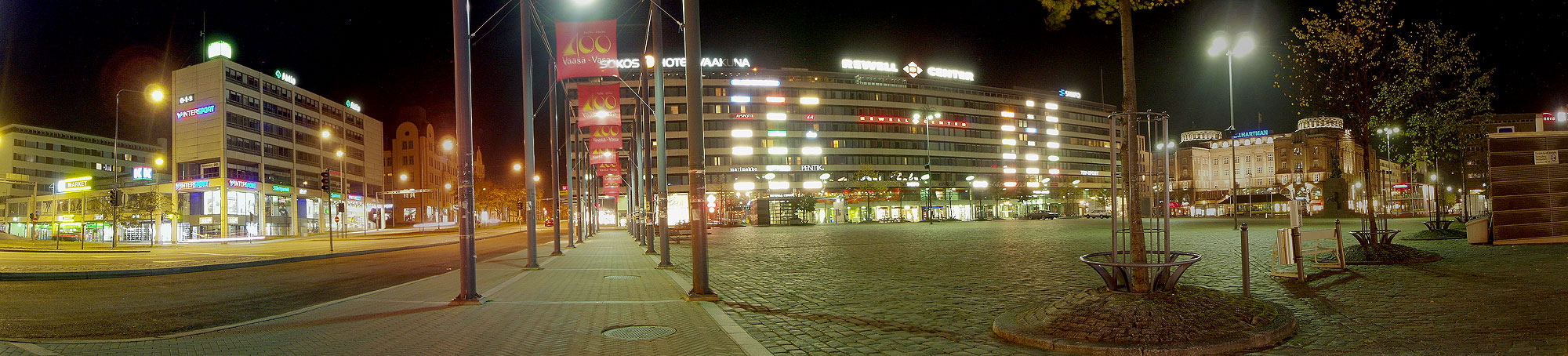
Centre-ville de Vaasa de nuit.